# Ferradosa e Sendim da Serra
Ferradosa e Sendim da Serra (llamada oficialmente União das Freguesias de Ferradosa e Sendim da Serra) es una freguesia portuguesa del municipio de Alfândega da Fé, distrito de Braganza.

## Historia
Fue creada el 28 de enero de 2013 en aplicación de una resolución de la Asamblea de la República de Portugal promulgada el 16 de enero de 2013 con la unión de las freguesias de Ferradosa y Sendim da Serra, pasando su sede a estar situada en la antigua freguesia de Ferradosa.

## Demografía
| Gráfica de evolución demográfica de Ferradosa e Sendim da Serra entre 2011 y 2021 |
|                                                                                   |
| Datos según el nomenclátor publicado por el INE portugués.                        |